# Військове вітання

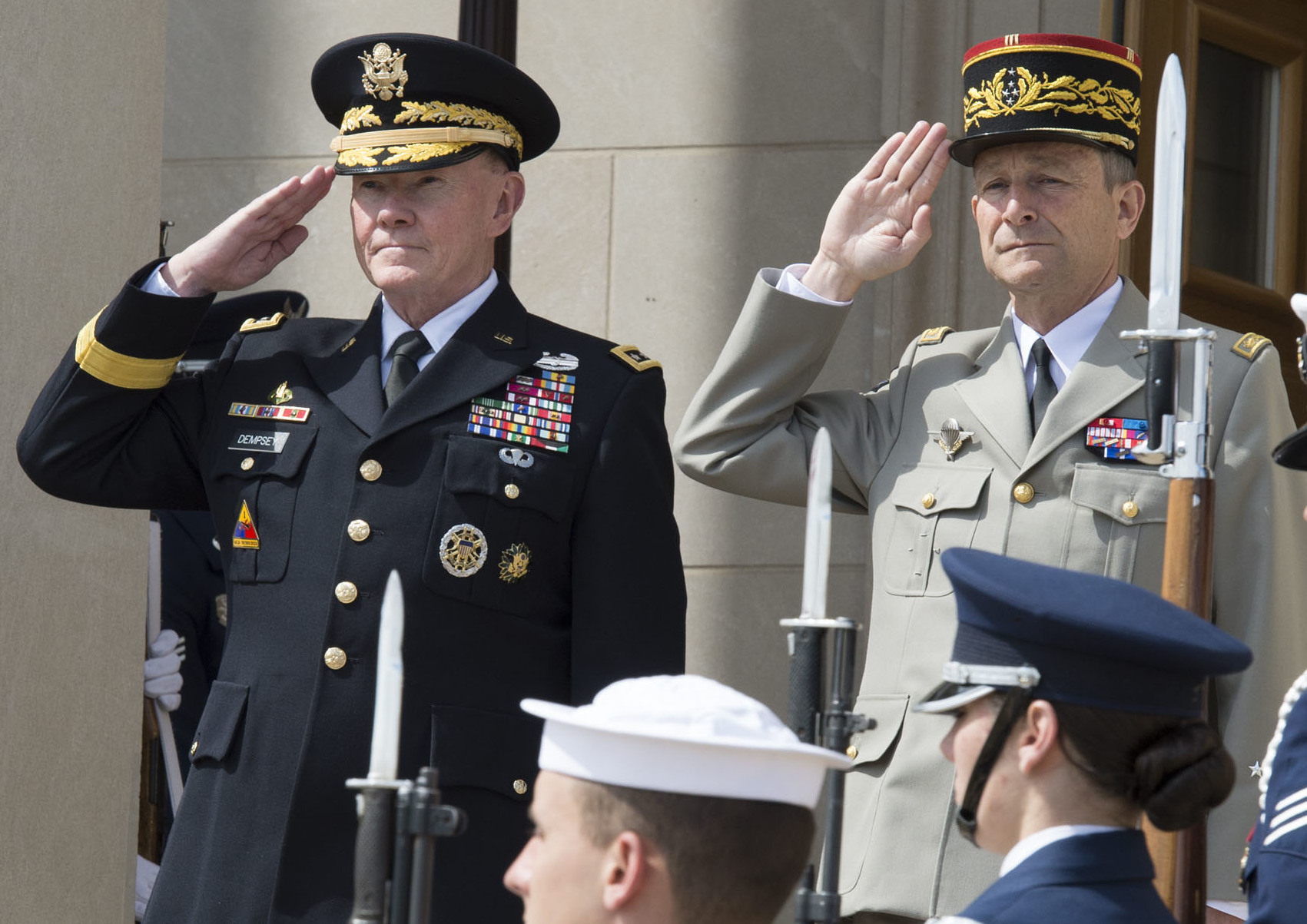

Військове вітання — це вияв взаємної поваги і згуртованості військовослужбовців. Усі військовослужбовці повинні під час зустрічі (обгону) вітати один одного, додержуючись правил, визначених Стройовим статутом Збройних Сил України. Підлеглі та молодші за військовим званням вітають першими, а за умови рівного становища першим вітається той, хто вважає себе більш вихованим і ввічливим. Військове вітання виконується чітко й бадьоро, з точним додержанням правил стройового положення та руху.

## Виконання військового вітання на машині
Для  виконання  військового вітання за  командою «СТРУНКО»  особовий склад, який знаходиться на машині відкрито, повинен сидіти, не згинаючись у попереку, голову тримати прямо, дивитися перед собою;
- без зброї — напівзігнуті кисті рук вільно покласти трохи вище колін;
- із зброєю — тримати зброю між колінами і  підтримувати  обома  руками.

За командою «Рівняння    праворуч   (ліворуч)» командири підрозділів від взводу й вище та старші машин повертають голову  в бік  начальника  й прикладають  руку  до  головного убору, решта військовослужбовців залишається в положенні «струнко» і  голову  в бік начальника не повертає.
Якщо військовослужбовці розмістилися на машині обличчям у напрямку  руху, то за командою «Рівняння  праворуч (ліворуч)» одночасно повертають голову в бік начальника. Коли машина мине начальника, за командою «ВІЛЬНО» усі військовослужбовці голову тримають прямо й сидять вільно. Командири підрозділів та старші машин, крім того, опускають руку від головного убору. Поодинокі військовослужбовці, які перебувають на машинах, військове вітання виконують сидячи, повертаючи голову в бік начальника, не згинаючись у попереку.
Якщо військовослужбовці без зброї, то одночасно із поворотом голови вони прикладають руку до головного убору, а якщо із зброєю, то тримають її між колінами і підтримують обома руками. Механіки-водії та водії під час керування  машиною  військове вітання не виконують.

## Виконання військового вітання на місці в строю
Для виконання військового вітання у строю на місці, коли начальник підійде на 10-15 кроків, командир відділення командує «Відділення — СТРУНКО, рівняння — ПРАВОРУЧ (ЛІВОРУЧ, НАСЕРЕДИНУ)». Військовослужбовці відділення приймають стройове положення, одночасно повертають голову праворуч (ліворуч) і проводжають начальника поглядом, повертаючи вслід за ним голову. Під час підходу начальника із тильного боку строю командир відділення командує «Кру-ГОМ», а потім подає команду для військового вітання.
Подавши команду для військового вітання, командир відділення (якщо він без зброї або із зброєю «за спину», — прикладає руку до головного убору; якщо він із зброєю «на плече», «на ремінь» або «на груди», продовжуючи рух рукою, вільною від зброї) підходить стройовим кроком до начальника, зупиняється за два-три кроки до нього й доповідає, наприклад: «Пане лейтенанте. Друге відділення займається…Командир відділення сержант Мельник». Начальник, якого вітають, прикладає руку до головного убору після подання команди для виконання військового вітання. Закінчивши доповідь, командир відділення, не опускаючи руки від головного убору, робить лівою (правою) ногою крок убік із одночасним поворотом праворуч (ліворуч) і, пропустивши начальника перед собою, йде за ним на відстані одного-двох кроків із зовнішнього боку строю. Після проходження начальника або за командою «Вільно» командир відділення командує «ВІЛЬНО» та опускає руку.
Якщо начальник звертається до військовослужбовця, що перебуває в строю, назвавши військове звання та прізвище, той перебуває в строю, назвавши військове звання та прізвище, той відповідає «Я», а під час звертання тільки за військовим званням військовослужбовець у відповідь називає свою посаду, звання та прізвище. При цьому положення зброї не змінюється й рука до головного убору не прикладається.

## Виконання військового вітання під час руху в строю
Для виконання військового вітання в строю під час руху за 10-15 кроків до начальника командир відділення командує «Відділення — СТРУНКО, рівняння — ПРАВОРУЧ (ЛІВОРУЧ)». За командою «Струнко» всі військовослужбовці переходять на стройовий крок, а за командою «Рівняння — праворуч (ліворуч)» одночасно повертають голову в бік начальника та припиняють рух руками або рукою, не зайнятою зброєю.
З карабінами у положенні «на плече» рух рукою, не зайнятою зброєю, не припиняється. Командир відділення, якщо він без зброї або із зброєю у положенні «за спину», повернувши голову, прикладає руку до головного убору. Після того, як відділення пройде повз начальника, або за його командою «Вільно» командир відділення командує «ВІЛЬНО» й опускає руку. На привітання начальника або під час оголошення подяки військовослужбовці відповідають гучно, чітко, одностайно. Під час руху всі військовослужбовці починають відповідати з поставленням лівої ноги на землю, вимовляючи слова на кожний крок, в залежності від звання командира. На вітання начальника або старшого за військовим званням «Слава Україні» всі військовослужбовці, які перебувають у строю, відповідають: «Героям слава». Якщо начальник або старший за військовим званням прощається, на його слова «Слава Україні» військовослужбовці відповідають: «Героям слава». Поза строєм на вітання начальника або старшого за військовим званням «Бажаю здоров'я, пане (пані)» або «Вітаю, воїни (воїне)» військовослужбовці відповідають: «Бажаємо (бажаю) здоров'я, пане (пані)», додаючи в кінці відповіді військове звання без зазначення роду військ чи служби. Під час відповіді Міністрові оборони України військовослужбовці відповідають: «Бажаємо (бажаю) здоров'я, пане (пані) Міністре оборони України». Якщо начальник або старший за військовим званням прощається, то на його слова «До побачення, панове» військовослужбовці відповідають: «До побачення, пане (пані)», додаючи в кінці відповіді військове звання без зазначення роду військ чи служби. Під час відповіді Міністрові оборони України військовослужбовці відповідають: «До побачення, пане (пані) Міністре оборони України». Військові частини та підрозділи виконують військове вітання за командою під час зустрічі між собою, а також вшановують через виконання прийомів військового вітання:
- могилу Невідомого солдата;
- братські могили воїнів, які загинули в боях за волю і незалежність України;
- бойові прапори військових частин, а також Військово-Морський Прапор під час його підняття та спуску;
- похоронні процесії, які супроводжуються військами.